# Egonociades basistriata
Egonociades basistriata är en fjärilsart som beskrevs av Sergius G. Kiriakoff 1863. Egonociades basistriata ingår i släktet Egonociades och familjen tandspinnare. Inga underarter finns listade i Catalogue of Life.